# Besta deild
Die Besta deild ist die höchste isländische Fußballprofiliga der Männer. Die Meisterschaft wurde 1912 erstmals unter dem Namen Meistaraflokkur ausgerichtet und wird vom KSI, dem isländischen Fußballverband, organisiert. Unter den derzeit zwölf teilnehmenden Vereinen werden der isländische Meister ermittelt und auch die Startplätze für die Europapokalbewerbe ausgespielt.
Die Saison ist aufgrund des strengen Klimas auf Island zeitlich auf das Frühjahr und den Sommer begrenzt.

## Namenshistorie
Die höchste isländische Fußballliga wechselte in der Vergangenheit wiederholt ihren Namen. Während der erste Namenswechsel darauf zurückzuführen ist, dass es ab 1955 eine zweite Liga gab, sind alle anderen Änderungen auf wechselnde Namenssponsoren zurückzuführen.
- 1912–1954: Meistaraflokkur
- 1955–1991: 1. deild
- 1992:00000 Samskipadeild
- 1993:00000 Getraunadeild
- 1994:00000 Trópídeild
- 1995–1997: Sjóvá-Almennra deild
- 1998–2000: Landssímadeild
- 2001–2002: Símadeild 1
- 2003–2008: Landsbankadeild
- 2009–2021: Pepsideild
- seit 2022:00 Besta deild

### Logos

Landssímadeild 1998–2000
Símadeild 2001–2002
Landsbankadeild 2003–2008
Pepsideild 2009–2021

## Titelträger
Die folgende Liste gibt alle Gewinner der isländischen Fußballmeisterschaften seit deren Einführung im Jahr 1912 wieder. Fram Reykjavík war sowohl 1913 als auch 1914 die einzige teilnehmende Mannschaft und gewann daher in diesen beiden Jahren den Titel kampflos.
Die Meisterschaften wurden, anders als in den meisten Ligen Europas, während der Weltkriege nicht unterbrochen.
- 1912: KR Reykjavík
- 1913: Fram Reykjavík
- 1914: Fram Reykjavík
- 1915: Fram Reykjavík
- 1916: Fram Reykjavík
- 1917: Fram Reykjavík
- 1918: Fram Reykjavík
- 1919: KR Reykjavík
- 1920: Víkingur Reykjavík
- 1921: Fram Reykjavík
- 1922: Fram Reykjavík
- 1923: Fram Reykjavík
- 1924: Víkingur Reykjavík
- 1925: Fram Reykjavík
- 1926: KR Reykjavík
- 1927: KR Reykjavík
- 1928: KR Reykjavík
- 1929: KR Reykjavík
- 1930: Valur Reykjavík
- 1931: KR Reykjavík
- 1932: KR Reykjavík
- 1933: Valur Reykjavík
- 1934: KR Reykjavík
- 1935: Valur Reykjavík
- 1936: Valur Reykjavík
- 1937: Valur Reykjavík
- 1938: Valur Reykjavík
- 1939: Fram Reykjavík
- 1940: Valur Reykjavík
- 1941: KR Reykjavík
- 1942: Valur Reykjavík
- 1943: Valur Reykjavík
- 1944: Valur Reykjavík
- 1945: Valur Reykjavík
- 1946: Fram Reykjavík
- 1947: Fram Reykjavík
- 1948: KR Reykjavík
- 1949: KR Reykjavík
- 1950: KR Reykjavík
- 1951: ÍA Akranes
- 1952: KR Reykjavík
- 1953: ÍA Akranes
- 1954: ÍA Akranes
- 1955: KR Reykjavík
- 1956: Valur Reykjavík
- 1957: ÍA Akranes
- 1958: ÍA Akranes
- 1959: KR Reykjavík
- 1960: ÍA Akranes
- 1961: KR Reykjavík
- 1962: Fram Reykjavík
- 1963: KR Reykjavík
- 1964: Keflavík ÍF
- 1965: KR Reykjavík
- 1966: Valur Reykjavík
- 1967: Valur Reykjavík
- 1968: KR Reykjavík
- 1969: Keflavík ÍF
- 1970: ÍA Akranes
- 1971: Keflavík ÍF
- 1972: Fram Reykjavík
- 1973: Keflavík ÍF
- 1974: ÍA Akranes
- 1975: ÍA Akranes
- 1976: Valur Reykjavík
- 1977: ÍA Akranes
- 1978: Valur Reykjavík
- 1979: ÍBV Vestmannaeyja
- 1980: Valur Reykjavík
- 1981: Víkingur Reykjavík
- 1982: Víkingur Reykjavík
- 1983: ÍA Akranes
- 1984: ÍA Akranes
- 1985: Valur Reykjavík
- 1986: Fram Reykjavík
- 1987: Valur Reykjavík
- 1988: Fram Reykjavík
- 1989: KA Akureyri
- 1990: Fram Reykjavík
- 1991: Víkingur Reykjavík
- 1992: ÍA Akranes
- 1993: ÍA Akranes
- 1994: ÍA Akranes
- 1995: ÍA Akranes
- 1996: ÍA Akranes
- 1997: ÍBV Vestmannaeyja
- 1998: ÍBV Vestmannaeyja
- 1999: KR Reykjavík
- 2000: KR Reykjavík
- 2001: ÍA Akranes
- 2002: KR Reykjavík
- 2003: KR Reykjavík
- 2004: FH Hafnarfjörður
- 2005: FH Hafnarfjörður
- 2006: FH Hafnarfjörður
- 2007: Valur Reykjavík
- 2008: FH Hafnarfjörður
- 2009: FH Hafnarfjörður
- 2010: Breiðablik Kópavogur
- 2011: KR Reykjavík
- 2012: FH Hafnarfjörður
- 2013: KR Reykjavík
- 2014: UMF Stjarnan
- 2015: FH Hafnarfjörður
- 2016: FH Hafnarfjörður
- 2017: Valur Reykjavík
- 2018: Valur Reykjavík
- 2019: KR Reykjavík
- 2020: Valur Reykjavík 2
- 2021: Víkingur Reykjavik
- 2022: Breiðablik Kópavogur
- 2023: Víkingur Reykjavík
- 2024: Breiðablik Kópavogur

### Erfolgreichste Mannschaften
Bisher konnten elf Mannschaften mindestens einmal die Meisterschaft gewinnen. In den letzten zwanzig Jahren konnten sich vor allem FH Hafnarfjörður (Meister 2004–2006, 2008, 2009, 2012, 2015 und 2016) und KR Reykjavík (Meister 2000, 2002, 2003, 2011, 2013 und 2019) durchsetzen.
| Verein               | Verein               | Titel | Jahr |
| -------------------- | -------------------- | ----- | --- |
| KR Reykjavík         | KR Reykjavík         | 27    | 1912, 1919, 1926, 1927, 1928, 1929, 1931, 1932, 1934, 1941, 1948, 1949, 1950, 1952, 1955, 1959, 1961, 1963, 1965, 1968, 1999, 2000, 2002, 2003, 2011, 2013, 2019 |
|                      | Valur Reykjavík      | 23    | 1930, 1933, 1935, 1936, 1937, 1938, 1940, 1942, 1943, 1944, 1945, 1956, 1966, 1967, 1976, 1978, 1980, 1985, 1987, 2007, 2017, 2018, 2020                         |
| ÍA Akranes           | ÍA Akranes           | 18    | 1951, 1953, 1954, 1957, 1958, 1960, 1970, 1974, 1975, 1977, 1983, 1984, 1992, 1993, 1994, 1995, 1996, 2001                                                       |
| Fram Reykjavík       | Fram Reykjavík       | 18    | 1913, 1914, 1915, 1916, 1917, 1918, 1921, 1922, 1923, 1925, 1939, 1946, 1947, 1962, 1972, 1986, 1988, 1990                                                       |
| FH Hafnarfjörður     | FH Hafnarfjörður     | 8     | 2004, 2005, 2006, 2008, 2009, 2012, 2015, 2016 |
| Víkingur Reykjavík   | Víkingur Reykjavík   | 7     | 1920, 1924, 1981, 1982, 1991, 2021, 2023 |
| Keflavík ÍF          | Keflavík ÍF          | 4     | 1964, 1969, 1971, 1973 |
| ÍBV Vestmannaeyja    | ÍBV Vestmannaeyja    | 3     | 1979, 1997, 1998 |
| Breiðablik Kópavogur | Breiðablik Kópavogur | 3     | 2010, 2022, 2024 |
| KA Akureyri          | KA Akureyri          | 1     | 1989 |
| UMF Stjarnan         | UMF Stjarnan         | 1     | 2014 |

### Rekordmeister
Aktueller Rekordmeister mit 27 gewonnenen Meisterschaften ist KR Reykjavík. Die folgende Liste zeigt die Entwicklung der amtierenden Rekordmeister.
- 191200000 KR Reykjavík (1)
- 191300000 Fram Reykjavík und KR Reykjavík (je 1)
- 1914–1949 Fram Reykjavík (2–13)
- 1950–1951 Fram Reykjavík und KR Reykjavík (je 13)
- 1952–0000 KR Reykjavík (14–27)

### Ewige Teilnehmerliste
Die folgende Tabelle gibt eine Übersicht über alle ehemaligen Teilnehmer der Spielklasse, und die Anzahl der Jahre, die sie in der höchsten Liga angetreten sind. Teilnehmer der Saison 2022 sind fett gedruckt. Die Premierensaisons beziehen sich auf das erste Antreten in der Liga, die Anzahl auf der Spielzeiten auf die regulär abgeschlossenen Saisons (trat ein Team während der Spielzeit aus dem Bewerb aus, wurde diese also nicht gezählt).
| Verein               | Jahre | erste Saison | letzte Saison |
| -------------------- | ----- | ------------ | ------------- |
| KR Reykjavík         | 108   | 1912         | 2022          |
| Valur Reykjavík      | 102   | 1915         | 2022          |
| Fram Reykjavík       | 94    | 1912         | 2022          |
| Víkingur Reykjavík   | 71    | 1918         | 2022          |
| ÍA Akranes           | 67    | 1946         | 2022          |
| Keflavík ÍF          | 54    | 1958         | 2022          |
| ÍBV Vestmannaeyja    | 52    | 01912 2      | 2022          |
| FH Hafnarfjörður     | 41    | 1975         | 2022          |
| Breiðablik Kópavogur | 37    | 1969         | 2022          |
| ÍF Fylkir Reykjavík  | 24    | 1989         | 2021          |
| ÍB Akureyri          | 21    | 1932         | 1974          |
| UMF Grindavík        | 20    | 1995         | 2019          |
| Þróttur Reykjavík    | 19    | 1953         | 2016          |
| KA Akureyri          | 20    | 1929         | 2022          |
| UMF Stjarnan         | 20    | 1994         | 2022          |

| Verein               | Jahre | erste Saison | letzte Saison |
| -------------------- | ----- | ------------ | ------------- |
| Þór Akureyri         | 17    | 1977         | 2014          |
| Fjölnir Reykjavík    | 8     | 2008         | 2020          |
| KS Fjallabyggðar     | 7     | 1988         | 2000          |
| Víðir Garði          | 4     | 1985         | 1991          |
| HK Kópavogur         | 5     | 2007         | 2021          |
| BÍ/Bolungarvík       | 3     | 1962         | 1983          |
| UMF Víkingur         | 3     | 2013         | 2017          |
| Leiknir Reykjavík    | 3     | 2015         | 2022          |
| Völsungur Húsavík    | 2     | 1987         | 1988          |
| UMF Selfoss          | 2     | 2010         | 2012          |
| Haukar Hafnarfjörður | 2     | 1979         | 2010          |
| UMF Skallagrímur     | 1     | 1997         | 1997          |
| ÍR Reykjavik         | 1     | 01944 2      | 1998          |
| ÍF Grótta            | 1     | 2020         | 2020          |

Stand: Ende der Saison 2021

## Torschützen
Bisher gelang es 25 Spielern, mindestens 15 Tore innerhalb einer Saison zu erzielen, von denen vier diesen Erfolg mindestens ein weiteres Mal feiern konnten. Die Tabelle ist chronologisch sortiert. In kursiv gedruckten Saisons wurde der entsprechende Spieler nicht Torschützenkönig.
| Tore | Spieler                 | Verein             | Saisonen   |
| ---- | ----------------------- | ------------------ | ---------- |
| 19   | Pétur Pétursson         | ÍA Akranes         | 1978       |
| 19   | Gudmundur Torfason      | Fram Reykjavík     | 1986       |
| 19   | Þórður Guðjónsson       | ÍA Akranes         | 1993       |
| 19   | Tryggvi Guðmunðsson     | ÍB Vestmannaeyja   | 1997       |
| 19   | Andri Rúnar Bjarnason   | UMF Grindavík      | 2017       |
| 17   | Hermann Gunnarsson      | Valur Reykjavík    | 1973       |
| 17   | Patrick Pedersen        | Valur Reykjavík    | 2018       |
| 17   | Steven Lennon           | FH Hafnarfjörður   | 2020       |
| 17   | Nökkvi Þeyr Þórisson    | KA Akureyri        | 2022       |
| 16   | Thorolfur Beck          | KR Reykjavík       | 1961       |
| 16   | Ingi Björn Albertsson   | Valur Reykjavík    | 1976       |
| 16   | Pétur Pétursson         | ÍA Akranes         | 1977       |
| 16   | Steingrimur Johannesson | ÍB Vestmannaeyja   | 1998       |
| 16   | Tryggvi Guðmunðsson     | FH Hafnarfjörður   | 2005       |
| 16   | Guðmundur Steinarsson   | Keflavík ÍF        | 2008       |
| 16   | Björgolfur Takefusa     | KR Reykjavík       | 2009       |
| 16   | Nicolaj Hansen          | Víkingur Reykjavik | 2021       |
| 15   | Thorolfur Beck          | KR Reykjavík       | 1960       |
| 15   | Ingvar Elisson          | ÍA Akranes         | 1960       |
| 15   | Tomas Palsson           | ÍB Vestmannaeyja   | 1972       |
| 15   | Ingi Björn Albertsson   | Valur Reykjavík    | 1977, 1978 |
| 15   | Matthias Hallgrimsson   | Valur Reykjavík    | 1980       |
| 15   | Arnar Gunnlaugsson      | ÍA Akranes         | 1992, 1995 |
| 15   | Oli Thor Magnusson      | Keflavík ÍF        | 1993       |
| 15   | Hjörtur Hjartarson      | ÍA Akranes         | 2001       |
| 15   | Garðar Jóhannsson       | UMF Stjarnan       | 2011       |

## Zuschauer
2011 kamen 148.337 Zuschauer in die Stadien der Pepsideild, was einem Schnitt von 1.124 Fans je Spiel entspricht. Die Partie KR Reykjavík gegen Fylkir Reykjavík am 25. September 2011 war mit 3.001 Zuschauern die meistbesuchte, die wenigsten Fans kamen zum Spiel Valur Reykjavík gegen Þór Akureyri 2010 (376).
Im Vergleich zu 2010 kamen knapp 11.000 Besucher weniger in die Stadien. 2010 wurden die Spiele der Pepsideild durchschnittlich von 1207 Zuschauern besucht. Die meisten Zuschauer kamen am 30. August zum Spiel KR Reykjavík gegen FH Hafnarfjörður (3.333), die wenigsten am 25. September zur Partie Haukar Hafnarfjörður gegen Valur Reykjavík (89). Dies war die geringste Zuschauerzahl seit dem 27. September 1997, als lediglich 68 Fans das Spiel Valur Reykjavík gegen UMF Stjarnan sahen. Diese Zahl bedeutet auch die absolute Minuskulisse seit Beginn der regelmäßigen Aufzeichnungen der Zuschauerzahlen 1985.
Seit dem Ende der 1990er Jahre sind die Zuschauerzahlen stark angestiegen. Zwischen 1985 und 1998 passierten durchschnittlich zwischen 598 (1996) und 722 (1989) Fans die Stadiontore (mit der Ausnahme 1987, als diese Zahl 941 betrug). 1999 stieg der Zuschauerschnitt auf 892, 2001 wurde erstmals die 1.000er-Grenze durchbrochen, als durchschnittlich 1.076 Zuschauer die Spiele verfolgten. Seit 2003 liegt der Zuschauerschnitt beständig bei über 1.000 Besuchern.
Rekordspielzeit war 2007: Damals passierten im Schnitt 1.329 Fans die Stadiontore. Die größte Zuschauerzahl seit 1985 wurde am 29. September 1996 verzeichnet, als 5.801 Zuschauer am letzten Spieltag der Saison 1996 das entscheidende Spiel um die Meisterschaft zwischen ÍA Akranes und KR Reykjavík verfolgten. ÍA gewann das Spiel mit 4:1 und sicherte sich seinen 17. Meistertitel. Im Allgemeinen werden die höchsten Zuschauerzahlen an den letzten Spieltagen verzeichnet, wenn die entscheidenden Spiele um die Meisterschaft stattfinden.

### Zuschauerzahlen 1985 bis 2012
| Jahr | Zuschauer | Schnitt | Sp. | f. |
| ---- | --------- | ------- | --- | -- |
| 1985 | 67.895    | 763     | 90  | 1  |
| 1986 | 61.294    | 697     | 90  | 2  |
| 1987 | 83.774    | 941     | 90  | 1  |
| 1988 | 62.739    | 713     | 90  | 2  |
| 1989 | 64.094    | 772     | 90  | 7  |
| 1990 | 53.146    | 604     | 90  | 2  |
| 1991 | 65.240    | 750     | 90  | 3  |

| Jahr | Zuschauer | Schnitt | Sp. | f. |
| ---- | --------- | ------- | --- | -- |
| 1992 | 60.772    | 675     | 90  | 0  |
| 1993 | 68.170    | 757     | 90  | 0  |
| 1994 | 53.881    | 641     | 90  | 6  |
| 1995 | 53.876    | 605     | 90  | 1  |
| 1996 | 48.473    | 598     | 90  | 9  |
| 1997 | 57.032    | 641     | 90  | 1  |
| 1998 | 64.324    | 731     | 90  | 2  |

| Jahr | Zuschauer | Schnitt | Sp. | f. |
| ---- | --------- | ------- | --- | -- |
| 1999 | 78.459    | 892     | 90  | 2  |
| 2000 | 80.134    | 900     | 90  | 1  |
| 2001 | 96.844    | 1.076   | 90  | 0  |
| 2002 | 89.643    | 996     | 90  | 0  |
| 2003 | 92.250    | 1.025   | 90  | 0  |
| 2004 | 92.376    | 1.026   | 90  | 0  |
| 2005 | 96.848    | 1.076   | 90  | 0  |

| Jahr | Zuschauer | Schnitt | Sp. |
| ---- | --------- | ------- | --- |
| 2006 | 98.024    | 1.089   | 90  |
| 2007 | 119.644   | 1.329   | 90  |
| 2008 | 145.958   | 1.106   | 132 |
| 2009 | 135.783   | 1.029   | 132 |
| 2010 | 159.270   | 1.207   | 132 |
| 2011 | 148.337   | 1.124   | 132 |
| 2012 | 136.470   | 1.034   | 132 |

f. = Anzahl der Spiele, bei denen die Zuschauerzahlen fehlen

### Die zehn meistbesuchten Spiele seit 1985
| Datum      | Spieltag | Spiel           | Zuschauer |
| ---------- | -------- | --------------- | --------- |
| 29.09.1996 | 18       | ÍA – KR         | 5.801     |
| 26.09.1998 | 18       | KR – ÍBV        | 5.400     |
| 29.08.1999 | 15       | KR – ÍBV        | 5.120     |
| 15.09.2002 | 17       | Fylkir – KR     | 4.833     |
| 23.09.2007 | 17       | FH – Valur      | 4.238     |
| 27.09.2008 | 18       | Keflavík – Fram | 3.875     |
| 21.08.2005 | 15       | FH – Valur      | 3.682     |
| 24.08.2003 | 15       | KR – Fylkir     | 3.673     |
| 18.09.1999 | 18       | KR – Keflavík   | 3.470     |
| 11.09.1999 | 17       | Víkingur – KR   | 3.410     |

## UEFA-Fünfjahreswertung
Platzierung in der UEFA-Fünfjahreswertung:
(in Klammern die Vorjahresplatzierung). Die Kürzel CL, EL und CO hinter den Länderkoeffizienten geben die Anzahl der Vertreter in der Saison 2026/27 der Champions League, der Europa League sowie der Conference League an.
- 31.  (35)  Irland (Liga, Pokal) – Koeffizient: 14.968 – CL: 1, EL: 1, CO: 2
- 32.  (31)  Moldau (Liga, Pokal) – Koeffizient: 14.500 – CL: 1, EL: 1, CO: 2
- 33.  (41)  Island (Liga, Pokal) – Koeffizient: 13.520 – CL: 1, EL: 1, CO: 2
- 34.  (39)  Bosnien und Herzegowina (Liga, Pokal) – Koeffizient: 13.031 – CL: 1, EL: 0, CO: 3
- 35.  (36)  Armenien (Liga, Pokal) – Koeffizient: 12.250 – CL: 1, EL: 0, CO: 3

Stand: Ende der Europapokalsaison 2024/25